# آساپوف
آساپوف (ارمنی: Ասապով؛ انگلیسی: Asapov  ) ح. سده ۱۷ام میلادی، شاعر اهل ارمنستان بود.

## زندگی‌نامه
هیچ جزئیات زندگینامه‌ای برای این شاعر در دسترس نیست، بنابراین فرض بر این است که وی در سده هفدهم میلادی نو جلفای اصفهان زندگی می‌کرده‌است.